# بيان (اسم)
بيان هو اسم علم مؤنث ومذكر من أصل عربي، ومعناه هو المنسوب إلى الظبي بسرعته وخفته وجماله. وفي تفسيره وهو مصدر معناه: الوضوح، الظهور، الإشراق، الفصاحة.

## الأصل اللغوي
اسم علم مذكر عربي، وهو المنسوب إلى الظبي بسرعته وخفته وجماله. والظبي الغزال.ظَبْية

اصل اسم بْيان: عربي
اسم علم مذكر ومؤنث عربي. وهو مصدر

معناه: الوضوح، الظهور، الإشراق، الفصاحة

## شخصيات تحمل الاسم
- بيان أبو شقرا (ممثل صوت لبناني)
- بيان الصفدي
- بيان إيسينتائيفا (9 يناير 1974 – )
- بيان بن بشر الأحمسي (تابعي وراوي حديث)
- بيان تشو
- بيان جمعة (سباحة سورية، 13 أبريل 1994 – )
- بيان زهران (محامية سعودية، القرن 20 – )
- بيان لان (لاعبة كرة سلة صينية، 16 أغسطس 1984 – )
- بيان نوري توفيق (سياسية عراقية، 11 يناير 1960 – )
- بيان نويهض الحوت (1937 – )

## وصلات خارجية
- موسوعة السلطان قابوس لأسماء العرب